# 반점 고양이
반점 고양이(Polka-Dot Puss)는 1949년에 만들어진 톰과 제리 시리즈 중의 39번째 작품이다.

## 줄거리
톰은 제리를 갖고 요요를 하는데 매미 투슈가 비가 쏟아지는 밖에 나가서 자라고 한다. 매미 투슈는 감기에 걸리면 들어올 수 있다고 하고, 톰은 감기에 걸린 척을 해서 집 안에 들어올수 있게 된다. 매미 투슈는 감기에 걸렸다는 것이 거짓말이면 입에 비누칠을 하겠다고 하고 돌아간다. 매미 투슈가 돌아가자 톰은 소파 밑에서 제리를 꺼내 다시 요요를 하는데 제리는 톰의 입에 비누칠을 한다.
톰은 제리를 잡으려다 코에 쥐덫이 걸리고, 그 때문에 코에 붕대를 했다. 톰은 카펫 위에 눕고, 제리가 달려와 톰의 코에 감긴 붕대를 빼고 빨간 물감으로 톰의 얼굴에 점을 찍어놓고 달려가 우유를 마신다. 우유 마시는 소리가 톰에게 들리자 톰은 제리에게 다가간다. 제리는 톰의 얼굴을 보고 놀라서 '수두 균이 퍼지기 시작했다'라는 신문 기사를 보여주고 거울을 보여준다. 그러나 거울을 본 톰은 자신이 진짜 수두에 걸렸는 줄 안다.
제리는 '꽥 박사의 가정 치료법' 책을 펼치고 청진기를 톰의 가슴에 갖다 댄다. 톰이 아무 반응이 없자 제리는 자명종시계에 청진기를 갖다 대고, 알람을 울려서 톰이 놀라게 한다. 그리고 톰을 때려서 입에 체온계를 물게 하고, 그 밑에 라이터로 불을 켠다. 체온계의 온도는 100도가 넘어 체온계는 결국 터진다.
제리는 의학책에서 '고체온증 환자는 얼음을 환자의 몸에 갖다 댄다'라는 내용을 읽고 톰을 냉장고로 데려가 톰에게 얼음을 쏟아 붇는다. 톰도 너무 추워서 이빨을 딱딱딱 떤다. 제리는 그것도 모자라 톰에게 얼음 3조각을 먹인다. 그리고 냉장고 문을 닫고 잠시 기다렸다가 톰이 완전히 언 상태로 나오자 '저체온증 환자에게는 열을 줘야 한다'라는 내용을 읽고 얼어버린 톰을 오븐에 넣는다. 가장 높은 온도로 설정했는데 안에서 연기가 나오자 제리는 빨갛게 달아버린 톰을 만진다. 제리는 너무 뜨거워 비명을 지른다. 제리는 행주를 들고 오븐 안의 쟁반채로 톰을 욕실로 데려가 찬물로 목욕을 시킨다.
톰은 목욕을 마치고 기운 없는 모습으로 나오면서 거울을 보는데 자신의 얼굴에 있던 점이 다 없어지고 몇 개만 남아있는 것을 발견했다. 톰은 그 점을 지워보고 제리가 물감으로 점을 찍었다는 것을 알게 됐다. 톰은 화가 나 칼을 집어들고 제리를 찌르는데 기운 없이 앉아있는 제리가 수두에 걸렸다는 것을 알았다. 톰은 수두 균이 자신의 몸에 묻었을까봐 화장실로 달려가 손을 씻고 향수, 오일, 방향제를 입에 막 넣는다.
그러나 톰과 제리는 모두 수두에 걸려 '수두 환자 보호소'에 있어야 했다.